# Chad Michael Murray
Chad Michael Murray (* 24. září 1981) je americký herec. Nejvíce se proslavil rolí Lucase Scott v seriálu stanice The CW One Tree Hill (2003–09, 2012) a Tristana Dugrayho v seriálu Gilmorova děvčata (2000–2001) a rolemi ve filmech Moderní Popelka (2004), Mezi námi děvčaty (2003) a Dům voskových figurín (2005). Od roku 2019 hraje roli Edgara Evernevera v seriálu Riverdale.

## Životopis
Chad se narodil v Buffalu v New York. Jako malý ho opustila jeho matka a byl vychováván svým otcem Rexem Murrayem. Má tři bratry, jednoho nevlastního bratra a jednu nevlastní sestru. Navštěvoval Clarence High School. Zajímal se o literaturu a fotbal.

## Kariéra

### Začátky
V roce 1999 se dostal k modelingu. Pracoval pro Skechers, Tommyho Hilfingera a pro Gucci. Poté byl obsazen do hlavní role v seriálu Gilmorova děvčata. Zahrál si bohatého chlapce Tristana DuGreye. Jako host se objevil v několika televizních seriálech: Undresses, Diagnóza vražda. Na podzim 2001 se mu podařilo získat také roli Charlieho Todda ve velmi populárním seriálu Dawsonův svět.
Na televizní obrazovce si zahrál i ve filmech Aftermath a The Lone Wolf.  V roce 2003 si zahrál ve snímku Mezi námi děvčaty, kde se objevil v roli Jakea, po boku Jamie Lee Curtis a Lindsay Lohan.

### Průlom v kariéře
Na konci roku 2003 získal hlavní roli Lucase Scotta v seriálu stanice The WB One Tree Hill. Seriál se rychle stal hitem stanice s přes 4,5 miliony diváků. Za seriál získal několik nominací, včetně dvou nominací na Teen Choice Awards. V seriálu si zahrá lpo boku Hilarie Burtonové, Jamese Laffertyho a poznal zde svoji první manželku Sophii Bushovou.
V roce 2004 hrál po boku Hilary Duffové v romantickém snímku Moderní Popelka postavu Austina Amese. Film vydělal přes 70 milionů dolarů. V roce 2005 se objevil ve filmu Dům voskových figurín v roli Nicka Jonese a i přes to, že film byl kritiky hodnocen negativně, vydělal přes 68 milionů dolarů. V roce 2006 se objevil ve válečném snímku Země zatracených, po boku Samuela L. Jacksona a Jessicy Biel. V květnu 2009 bylo oznámeno, že se neobjeví v sedmé sérii seriálu One Tree Hill.
V roce 2010 si zahrál ve videoklipu zpěvačky Alicii Keys k písničce "Un-Thinkable (I'm Ready)". Poté se objevil jako Ethan McAllister v televizním filmu stanice Lifetime Před očima a ve vánočním filmu stanice ABC Family Vánoční duch, po boku Ashley Benson a Christiny Millan. V roce 2013 se objevil ve filmu Fruitvale. Film získal ocenění na Filmovém festivalu Sundance.
29. srpna 2014 byl obsazen do role agenta Jacka Thompsona do nového seriálu Agent Carter. V únoru 2019 bylo oznámeno, že získal vedlejší roli Edgara Evernvera v dramatickém seriálu stanice The CW Riverdale. V roce 2019 se objeví po boku Torrey DeVitto ve vánočním televizním filmu stanice Hallmark Five Cards for Christmas.

## Osobní život
Chad se zasnoubil se Sophii Bush v květnu roku 2004 a vzali se v dubnu roku 2005 v Santa Monice v Kalifornii. Svůj rozchod oznámili v září 2005 a dvojice se rozvedla v prosinci 2006.
Po rozchodu začal chodit s Kenzie Dalton, se kterou se poznal v roce 2005, kdy získala druhé místo v soutěži Miss Severní Karolíny Teen a zahrála si menší roli v seriálu One Tree Hill. Dvojice se zasnoubila v dubnu 2006, ale v srpnu 2013 své sedmileté zasnoubení odvolali. Od dubna 2013 do května 2014 chodil s herečkou Nicky Whelan.
Na konci roku 2014 začal chodit s herečkou Sarah Roemer. V lednu 2015 pár oznámil, že se vzali a čekají první dítě. 31. května 2015 se jim narodil syn. Dcera se jim narodila v březnu roku 2017.

## Filmografie

### Film
| Rok  | Název                                | Role                     | Poznámky                                                    |
| ---- | ------------------------------------ | ------------------------ | ----------------------------------------------------------- |
| 2001 | Megiddo: The Omega Code 2            | David Alexander - 16letý |                                                             |
| 2003 | Mezi námi děvčaty                    | Jake                     |                                                             |
| 2004 | Moderní Popelka                      | Austin Ames              |                                                             |
| 2005 | Dům voskových figurín                | Nick Jones               |                                                             |
| 2006 | Země zatracených                     | Jordan Owens             |                                                             |
| 2011 | The Carrier                          | Kečr                     | krátkometrážní film                                         |
| 2012 | Day One                              | Jamie Tworkowski         |                                                             |
| 2012 | First Kiss                           | Sám sebe                 | krátkometrážní film; s Rachel Leigh Cook (pro Funny or Die) |
| 2013 | Hrůza v Connecticutu 2: Duch Georgie | Andy Wyrick              |                                                             |
| 2013 | Fruitvale                            | Úředník                  |                                                             |
| 2013 | Cavemen                              | Jay                      |                                                             |
| 2013 | A Madea Christmas                    | Tanner McCoy             |                                                             |
| 2014 | Napospas osudu                       | Cameron "Buck" Williams  |                                                             |
| 2014 | Other People's Children              | P.K.                     |                                                             |
| 2014 | The Captive                          | 2011-2013 Úředník        |                                                             |
| 2015 | To Write Love on Her Arms            | Jamie Tworkowski         | natočeno v roce 2011, vydáno v roce 2015                    |
| 2016 | Psanci a andělé                      | Henry                    |                                                             |
| 2018 | Camp Cold Brook                      | Jack                     |                                                             |
| 2020 | Survive the Night                    | Rich                     |                                                             |

### Televize
| Rok             | Název                  | Role             | Poznámky                                          |
| --------------- | ---------------------- | ---------------- | ------------------------------------------------- |
| 2000            | Undressed              | Dan              | díl: „2.17“                                       |
| 2000            | Diagnóza vražda        | Ray Santucci     | díl: „The Cradle Will Rock“                       |
| 2000–2001       | Gilmorova děvčata      | Tristan DuGrey   | Vedlejší role(1.–2. řada); 11 dílů                |
| 2001            | Murphy's Dozen         |                  | Nevysílaný pilot                                  |
| 2001–2002       | Dawsonův svět          | Charlie Todd     | Vedlejší role (5. řada); 12 dílů                  |
| 2002            | Kriminálka Las Vegas   | Tom Haviland     | díl: „Nárok obviněných“                           |
| 2003            | Těžký návrat           | Sean             | TV film                                           |
| 2003            | Osamělý strážce        | Luke Hartman     | TV film                                           |
| 2003–2009, 2012 | One Tree Hill          | Lucas Scott      | Hlavní role (1.–6. řada) / Host (1 díl); 131 dílů |
| 2010            | Před očima             | Ethan McAllister | TV film                                           |
| 2010            | Vánoční duch           | Patrick Kerns    | TV film                                           |
| 2012            | Scruples               | Spider Elliott   | Nevysílaný pilot                                  |
| 2013            | Policajti z L.A.       | Dave Mendoza     | 2 díly                                            |
| 2013–2014       | Chosen                 | Jacob Orr        | hlavní role, 11 dílů                              |
| 2015            | Texas Rising           | Mirabeau Lamar   | Mini-seriál                                       |
| 2015            | Scream Queens          | Brad Radwell     | díl: „Díkuvzdání“                                 |
| 2015–16         | Agent Carter           | Jack Thompson    | hlavní role, 14 dílů                              |
| 2017            | Sun Records            | Sam Phillips     | hlavní role, 8 dílů                               |
| 2018            | The Beach House        | Brett Beauchamps | TV film                                           |
| 2018–2019       | Star                   | Xander           | vedlejší role, 8 dílů                             |
| 2018            | Road to Christmas      | Danny Wise       | TV film (Hallmark)                                |
| 2019            | Riverdale              | Edgar Evernever  | vedlejší role (3. řada), 8 dílů                   |
| 2019            | Write Before Christmas | Luke             | TV film (Hallmark)                                |
| 2020            | Love in Winterland     | Brett            | TV film (Hallmark)                                |

## Ocenění
- 2004 - Teen Choice Awards - Průlomová filmová hvězda - muž (za Moderní Popelku)
- 2004 - Teen Choice Awards - Průlomová televizní hvězda - muž (za One Tree Hill)
- 2005 - Teen Choice Awards - Herec v akčním/dobrodružném/thrillerovém filmu (za Dům voskových figurín)